# Chris Bono

Zawodnik Iowa State Cyclones

Chris Bono (ur. 13 lutego 1974) – amerykański zapaśnik w stylu wolnym. Brązowy medalista mistrzostw panamerykańskich w 1997, 2002 i 2008 roku. Pierwszy w Pucharze Świata w 2003; drugi w 2001; piąty 2002 roku. Dwukrotny uczestnik mistrzostw świata w 2001 i 2005 roku.
Zawodnik Bolles School z Jacksonville i Iowa State University. Trzy razy All-American (1995–1997) w NCAA Division I, pierwszy w 1996 i 1997; piąty w 1995 roku. Po zakończeniu kariery trener University of Tennessee- Chattanooga.